# Raphaël Garrido
 (février 2011).
Si vous disposez d'ouvrages ou d'articles de référence ou si vous connaissez des sites web de qualité traitant du thème abordé ici, merci de compléter l'article en donnant les références utiles à sa vérifiabilité et en les liant à la section « Notes et références ».
Pour les articles homonymes, voir Garrido (homonymie).
Raphaël Garrido est un chanteur de rock et de hard rock français né en 1951. Il est l'un des membres fondateurs du groupe Warning.

## Carrière musicale
Ce fut à l’occasion de la fête annuelle de la base américaine Lafayette à Evreux que, devant 5000 GI’s prêts pour leur départ au Vietnam, Rapha se produisit la première fois, à l’âge de 16 ans, en chantant un titre des Stones : Honky Tonk Woman. 
Très tôt, il apprit à chanter par imprégnation grâce au talent de sa mère et aux 45 tours que sa sœur aînée écoutait le soir sur un Teppaz multicolore. Mais, plus que le chant, ce fut la batterie qui motiva ses premiers élans créateurs. Un soir, alors qu'il se produisait avec son premier groupe de lycéens "The Beavers", il dut remplacer au pied levé le chanteur défaillant, pendant que leur roadie héritait des baguettes, caisses et cymbales. Ce jour d’été 68, Rapha devint chanteur de groupe. 
Puis la révélation des révélations le percuta de plein fouet, sous le nom de Led Zeppelin. À l'écoute de "Good times, bad times", l'existence tout entière se métamorphosa.
Durant les années qui suivirent, il participa à une multitude d'entreprises musicales. Tout d'abord à travers l'Europe. L’Angleterre avec Strikes et sa rencontre avec Graham Field de Rare Bird (Sympathy). Puis avec le Tom Abrahamsen Band, groupe norvégien. Quelques groupes français célèbres (Frog, de 1976à 1978 et enfin l'Amérique du nord avant de parcourir le monde. 
Dans les années 1980, la consécration est au rendez-vous. Elle endosse le nom de Warning.
Fin 1983, ce sera à nouveau l'exode, et cette fois-ci, pour l'Allemagne de l'Ouest. Quatre années à chanter avec Rated X, Viva, Victory et enfin The Element.
De retour en France en 1987 pour la sortie de l'album Time, Rapha connaîtra deux périodes distinctes pour son groupe The Element avec changement de musiciens. 
Durant cette période, il refuse Accept et le groupe de l’ex clavier de Rainbow.
Un nouvel album est produit en 1988, sous le nom de Pin Up. 
Tony Iommi (Black Sabbath) et Gene Simmons (Kiss) deviendront les parrains.
Malheureusement, comme trop souvent, le groupe se sépare en 1989, laissant Rapha dans une dépression très forte.
Au cours des années 1990, Rapha participera à la production de Face to Face en tant qu’auteur et choriste. Puis il fera une tournée japonaise. Enfin, il se produira tour à tour à New York, Toronto, Vancouver, San Francisco... Sans compter une série de concerts en Allemagne et Scandinavie.
Début des années 2000, il a écrit un premier roman intitulé DESPERADOS. 
Parallèlement, il enregistre une série de nouvelles chansons qu'il compte publier en 2008. La scène sera également au rendez-vous. Il se produit au Raismesfest le 14 septembre 2003 avec un groupe composé de musiciens avec lesquels il n'a même pas répété, pour reprendre le répertoire de Warning[réf. nécessaire]. Le résultat est catastrophique.  
À son palmarès d'auteur de chansons, plus de 1000 titres écrits en 30 ans.

## Récompenses
De nombreuses récompenses nationales et internationales jalonnent son parcours dont quelques disques d’or.
La SACEM en a fait un sociétaire d’honneur[réf. nécessaire].